# Rafael Ortega Orozco
Rafael Ortega Orozco (* 15 de abril de 1962 en Atotonilco el Alto, Jalisco, México) es un doctor y futbolista mexicano retirado que jugaba en la posición de delantero. Jugó para los Leones Negros de la Universidad de Guadalajara y el Club Deportivo Guadalajara.
Con la UdeG jugó de 1983 a 1987. Mientras formaba parte de esta plantilla, estudió la carrera de Medicina en la Facultad de Medicina de la misma universidad, graduándose en el año de 1987 como médico cirujano.
Para la temporada 1987-88 pasó al Guadalajara, donde permaneció hasta la temporada 1988-89. Una vez retirado como futbolista, entre el año 1991 y 1994 se especializó en ortopedia, traumatología y rehabilitación en el Hospital Civil de Guadalajara, y en 1995 hizo una subespecialidad en artroscopia y medicina deportiva en Edinburg, Texas.
Realizó un diplomado en fisiología del ejercicio humano en el Instituto de Investigación sobre el Trabajo en la Universidad de Guanajuato en 1996 y desde 1997 fue maestro universitario en la clase de Ortopedia y Trauma en la Universidad de Guadalajara. Es Médico Adscrito en Artroscopia en el Hospital Civil de Guadalajara desde 1995.
fue nombrado médico del equipo de Cachorros de la Universidad de Guadalajara de la Tercera División y del equipo de Bachilleres de la Universidad de Guadalajara de la Segunda División en 1993. Fue Director Médico del Club León de 1995 a 1997, Director Médico del equipo Leones Negros de la Universidad de Guadalajara en 1997 y es también director actual de la Clínica Deportiva MEDYARTRHOS (medicina, deportiva y artroscopia).
En 2002 fue designado como Director de los Servicios Médicos del Club Deportivo Guadalajara y también fue Presidente Deportivo de Chivas de 2011 a principios de 2012.